# Лидея
Лиде́я, Лидейка (Лида; бел. Лідзея) — река в Лидском районе Гродненской области Беларуси, левый приток Дитвы в бассейне Немана. Длина реки составляет 31 км. Площадь водосборного бассейна — 167 км².
Начинается между деревнями Верх-Лида и Спорковщизна. Течёт по Лидской равнине, в основном на юг, в среднем течении — на юго-восток. Долина преимущественно выразительная, пойма прерывистая, в нижнем течении прорезана мелиоративными каналами. Русло на протяжении 20 км канализировано. Берега отлогие. В среднем течении около агрогородка Ёдки принимает справа Островлянку.
На реке стоит город Лида и Лидский замок.